# Tsukasa Akimoto
Tsukasa Akimoto (秋元 司, Akimoto Tsukasa, né le 23 octobre 1971) est un homme politique japonais du Parti libéral démocrate, membre de la Chambre des représentants à la Diète (législature nationale). Originaire d'Adachi et diplômé de l'Université Daito Bunka, il a été élu pour la première fois en 2004 à la Chambre des conseillers. Il a perdu son siège en 2010, mais a été élu à la Chambre des représentants en 2012 et réélu en 2017.

## Affaires judiciaires
Le 25 décembre 2019, il a été arrêté par la police, car il est soupçonné de corruption passive dans le contexte du plan d'ouverture de casinos au Japon ; Akimoto avait joué un rôle important lors du passage de la loi de 2016 les légalisant.
Akimoto est affilié au lobby révisionniste Nippon Kaigi. 